# فرانز أوبنهايمر
فرانز أوبنهايمر (بالألمانية: Franz Oppenheimer)‏ (و. 1864 – 1943 م) هو اقتصادي، وعالم اجتماع، وأستاذ جامعي ألماني، ولد في برلين، توفي في لوس أنجلوس، عن عمر يناهز 79 عاماً.

## التعليم
تعلم في جامعة كيل.

## روابط خارجية
- فرانز أوبنهايمر على موقع مونزينجر (الألمانية)